# Hadrodontes mlanji
Hadrodontes mlanji är en fjärilsart som beskrevs av Van Someren 1963. Hadrodontes mlanji ingår i släktet Hadrodontes och familjen praktfjärilar. Inga underarter finns listade i Catalogue of Life.